# Riu Anoia
L'Anoia és un riu de Catalunya, afluent del Llobregat pel marge dret. El riu neix a l'Altiplà de la Segarra en quatre punts en els municipis de Calaf, Sant Martí Sesgueioles, Montmaneu i Argençola; quan s'ajunten les aigües al municipi de Jorba es pot parlar pròpiament de riu Anoia. A la seva llera hi ha viles com ara Igualada, Capellades, Sant Sadurní d'Anoia, Gelida i, finalment, Martorell, on desemboca al riu Llobregat.
L'únic embassament de la conca és el pantà de Sant Martí de Tous, un petit embassament d'1,3 hm³ a la riera de Tous, però entre 1880 i 1973 s'havia projectat la construcció de la presa de Jorba al mateix Anoia, i fins i tot va arribar a ser inclòs al pla d'Obres Públiques del 1943 i a licitar-se les obres el 1951. Si s'hagués construït, hauria estat de 4,5 hm³ de capacitat i hauria permès regar 1.270 hectàrees.
El riu Anoia ha estat un riu bastant contaminat degut a l'ús intensiu agrícola, a la seva capçalera, i industrial, més endavant. A Igualada antigament s’hi abocaven tanins, lignina i calç per a la fabricació de sola i draps, i residus de la indústria d’adoberies i telers. A l’alçada de Capellades, la indústria del paper i cartró generava un residu anomenat licor negre. Més endavant, rebia electrolítics, niquelats, cromats i cianurs de la indústria de l’automobilisme i aixetes.

## Economia
El riu Anoia va ser un eix vertebral de la indústria paperera a Catalunya. En el moment de màxima esplendor van arribar a conviure 65 molins paperers, entre ells els de Capellades, per exemple.

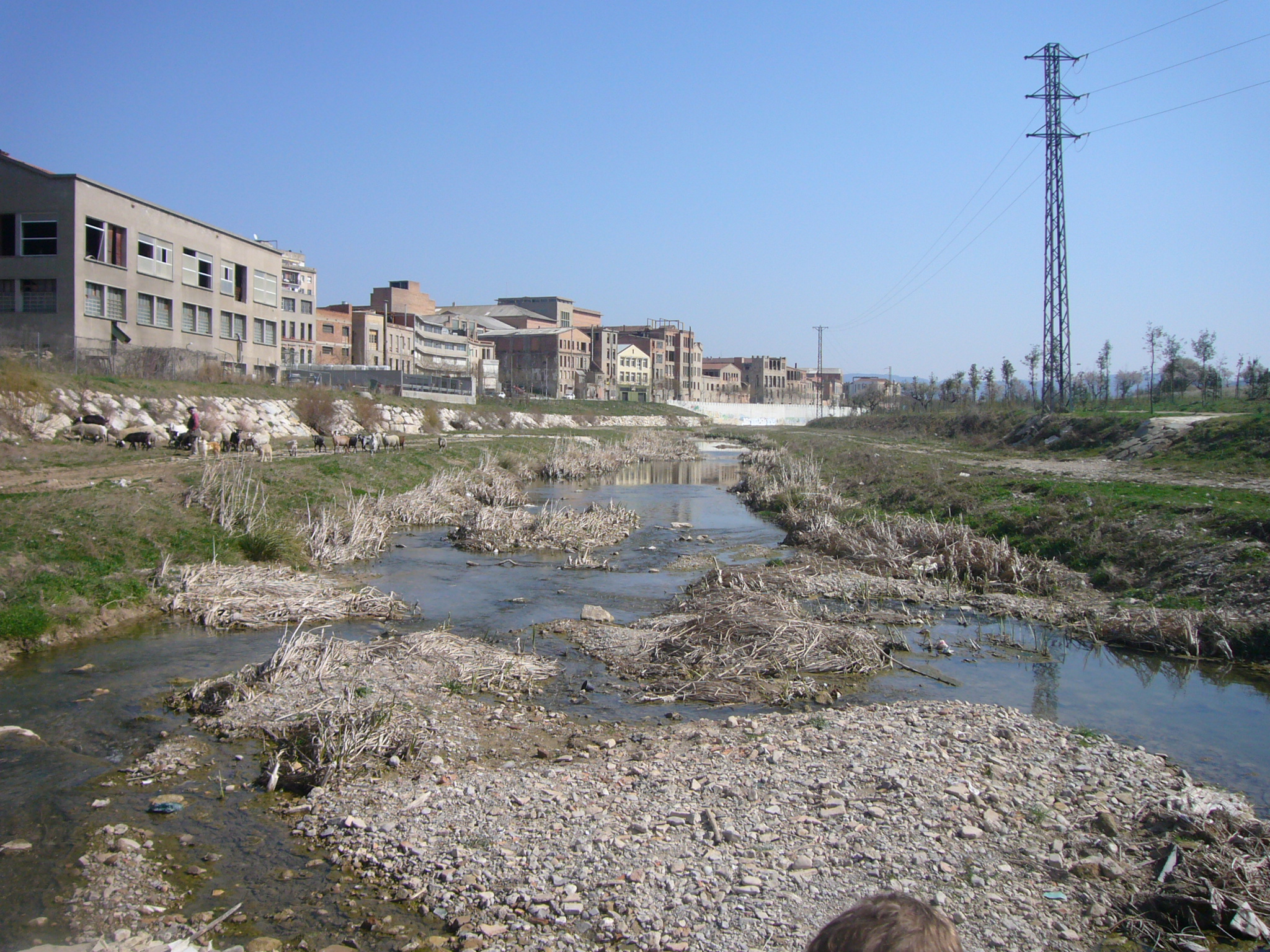
El riu al seu pas per Igualada
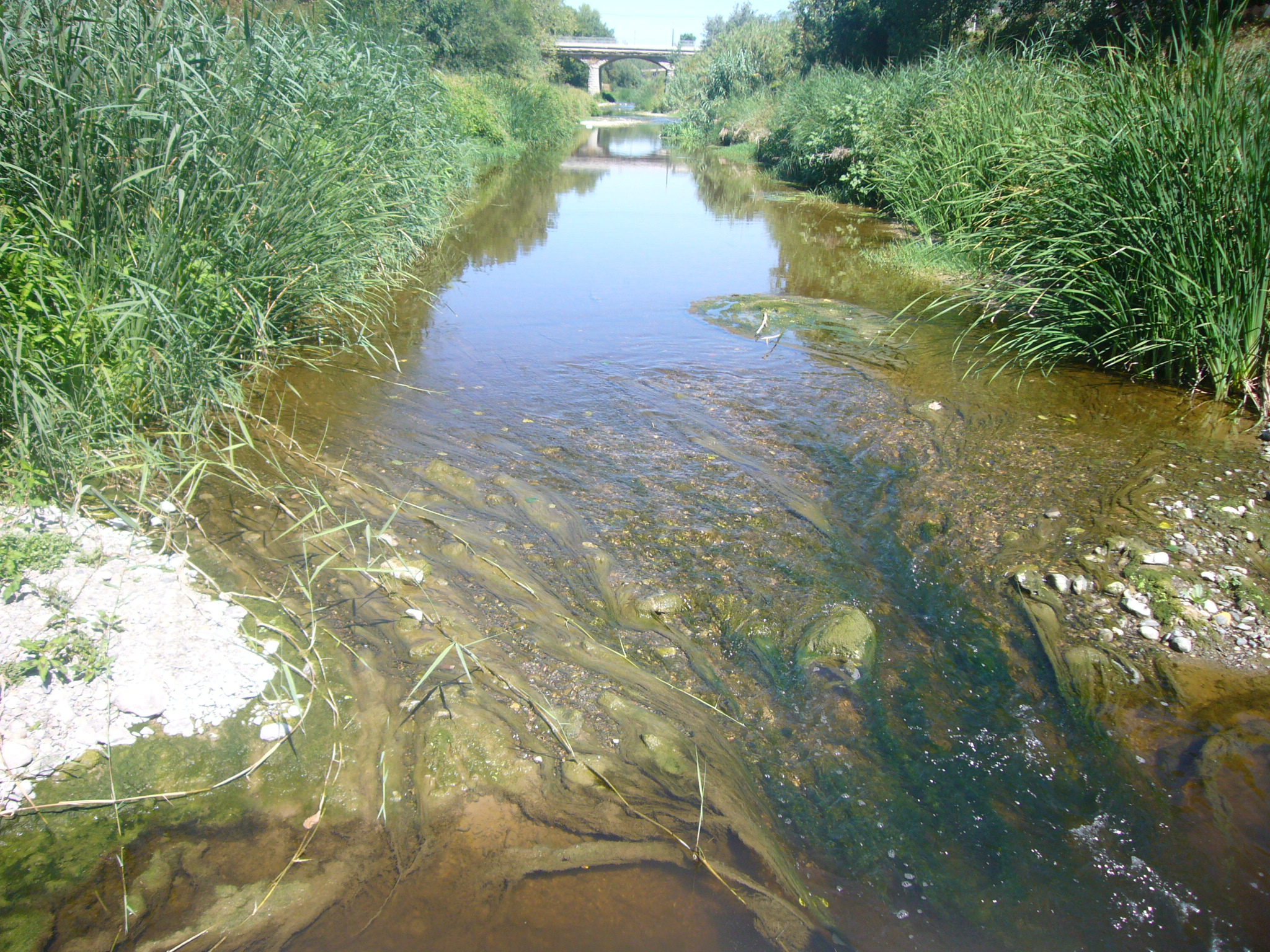
El riu al seu pas per la Pobla de Claramunt
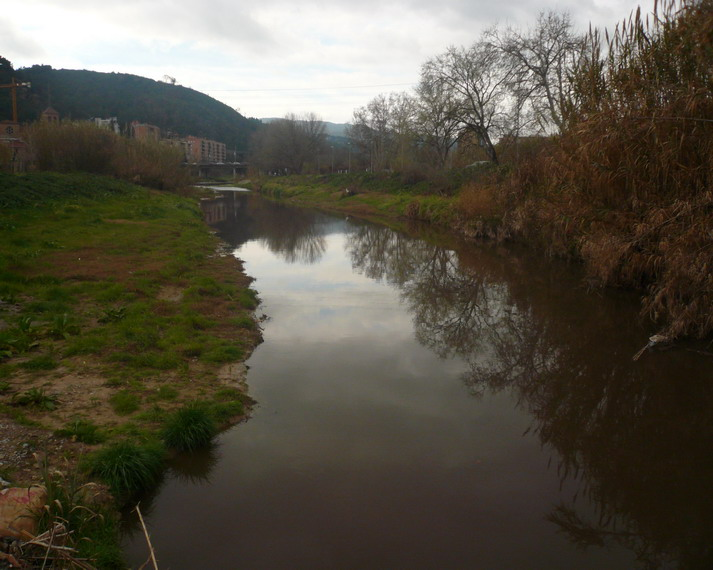
El riu Anoia al seu pas per Martorell

## Afluents
- Riera de Carme[6]
- Riera Gran. S'uneix a Copons.[7]
- Riera de Miralles[8]
- Riera de Lavernó, situada entre Espiells i la Torre-ramona.[9]
- La Rierussa. S'uneix vora Gelida.[10]
- Riu de Bitlles[11]
- Riu de Gost[12]
- Torrent de Can Llopard
- Torrent de Santa Maria[13]

## Poblacions
- Jorba
- Igualada
- Santa Margarida de Montbui
- Vilanova del Camí
- la Pobla de Claramunt
- Capellades
- Cabrera d'Anoia
- Vallbona d'Anoia
- Piera
- Sant Sadurní d'Anoia
- Gelida
- Martorell